# بریتنی فریز
بریتنی فریز (انگلیسی: Brittany Ferries) شرکت ترابری فرانسوی است، که در سال ۱۹۷۳ تأسیس شد.